# Lucius & Lucius
Lucius & Lucius war ein Wissenschaftsverlag für Wirtschafts- und Sozialwissenschaften mit Sitz auf der Gänsheide, Stuttgart. Er wurde vom Verlegerehepaar Akka und Wulf D. von Lucius geführt.
Das Sortiment umfasste Lehrbücher, wissenschaftliche Monografien und Zeitschriften sowie Jahrbücher aus den vorgenannten Bereichen. Die Verlagsgesellschaft wurde 1996 gegründet und ging aus der Übernahme des betreffenden Programms des Gustav Fischer Verlags hervor, nachdem dieser im selben Jahr weitgehend mit der Verlagsgruppe Georg von Holtzbrinck verschmolzen worden war. Im Sommer 1999 wurde das Programm noch um den kompletten Soziologiesektor des Verlages F. Enke erweitert.
Der Verlag war Mitglied der ebenfalls in Stuttgart ansässigen und von Wulf D. von Lucius mitbegründeten UTB GmbH, ein Gemeinschaftsunternehmen deutschsprachiger wissenschaftlicher Verlage. Dieses gibt die Uni-Taschenbücher heraus, die vornehmlich die Zielgruppe Studenten und Wissenschaftler bedient. Das Verlagssortiment umfasste im Jahr 2010 rund 450 lieferbare Titel vom Taschenbuchlehrbuch in der UTB-Reihe bis zu Monographien und wissenschaftlichen Reihen sowie 15 wissenschaftliche Zeitschriften. Die Verlagsauslieferung wurde über die Brockhaus/Commission (Kornwestheim) gewährleistet. Die Lucius & Lucius Verlagsgesellschaft trat als Förderer und Sponsor der Universitätsbibliothek Hohenheim in Erscheinung.
Zum 1. Januar 2016 wurde Lucius & Lucius von der Verlagsgruppe De Gruyter übernommen. Der neue Verlag übernahm zu diesem Zeitpunkt etwa 300 lieferbare Titel und 16 Zeitschriften und kündigte an, Teile der 2000 vergriffenen Titel digital verfügbar zu machen.

## Zeitschriften des Verlags (Stand: 2016)
- Analyse & Kritik
- Arbeit
- Feministische Studien
- Forschungsjournal Soziale Bewegungen
- Jahrbücher für Nationalökonomie und Statistik
- Review of Economics
- ORDO – Jahrbuch für die Ordnung von Wirtschaft und Gesellschaft
- Soziale Systeme
- Sozialersinn
- Sport und Gesellschaft
- Zeitschrift für das gesamte Genossenschaftswesen
- Zeitschrift für Rechtssoziologie
- Zeitschrift für Sozialreform
- Zeitschrift für Soziologie
- Zeitschrift für Tourismuswissenschaft
- Zeitschrift für Wirtschaftspolitik